# 蕭慕蓮
蕭慕蓮（1957年10月6日—），前香港公務員，曾擔任香港駐多倫多經濟貿易辦事處處長及西貢民政事務專員等要職。她在1991年2月入職香港政府的政務主任職系，曾兩度被港府外派至駐多倫多經貿辦，退休前擔任西貢民政事務專員約六年時間，退休後曾被前下屬誣告贪污。

## 早年生活
蕭慕蓮在1957年10月6日於英屬香港西貢市出生，亦在當地長大。及後，她於1979年在马萨诸塞大学取得社会学文学士學位，並於1989年在耶鲁大学的耶鲁管理学院取得公共行政與工商管理硕士學位，而她在返港前則居於麻薩諸塞州的丹尼士港。

## 公務員生涯

### 生涯早期
蕭慕蓮於1991年2月加入香港政府任職政務主任，她在政府的首個崗位為政務總署屯門政務處的屯門政務主任，為屯門政務專員梁百忍的副職。約半年後，她在同年9月由地方調任至布政司署，於規劃環境地政科擔任助理規劃環境地政司。她在規劃環境地政科內調任數個不同職位，分別負責包括環境、港口及機場發展策略及規劃政策事宜。

### 兩度外駐

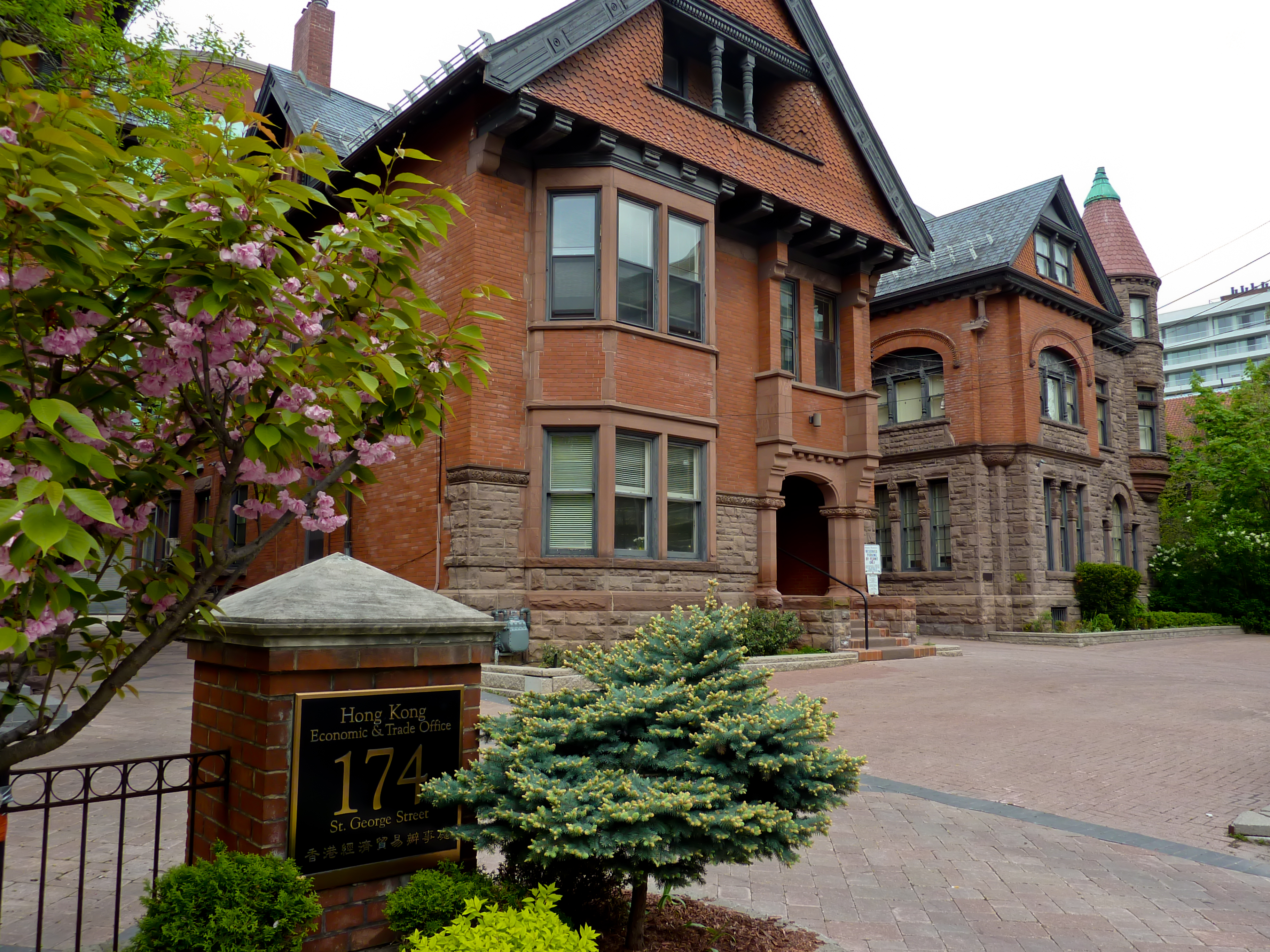
蕭慕蓮曾兩度被派駐香港駐多倫多經貿辦

在1996年4月時，蕭慕蓮被港府派至加拿大出任香港駐多倫多經濟貿易辦事處副處長，並在一年後升任為高級政務主任。她在加拿大任職超過三年，效力於梁展文及唐智強兩任處長，並橫跨香港主權移交。同時，她亦在任內多次署任處長及駐加拿大首席顧問的職務。她在1999年7月返由加拿大返港於財政司司長辦公室轄下的工商服務業推廣署擔任助理處長，負責部門行政及服務業推廣事宜，及後亦升任為首長級丙級政務官。在1999年12月，她向全球商界為經歷亞洲金融風暴後的香港辯護，指香港通縮後依然成本高昂的生活及營商環境實際上仍是物有所值。
香港在2003年爆發SARS事件，行政長官董建華責成政務司司長曾蔭權籌組全城清潔策劃小組，而擔任秘書的蕭為小組的核心成員之一。疫情過後，她先於公務員事務局出任公務員培訓處助理處長，隨後亦在局內轉任首席助理秘書長，分別負責培訓處的各項事宜。
蕭及後再度被港府委派至海外，於2008年2月25日重返香港駐多倫多經濟貿易辦事處接替蘇植良出任處長，任內除了促進加拿大與香港的經貿關係及接待到訪加國的香港官員外，她亦在轄區宣傳香港電影、香港教育產業及珠三角区域發展等。在蕭的周旋下，加港兩地提前完成工作假期簽證協議的磋商工作，並趕及在加拿大總理史蒂芬·哈珀於2009年訪港時簽訂協議。她及後於2011年8月7日卸任處長，並由盧潔瑋接替。

### 西貢民政事務專員

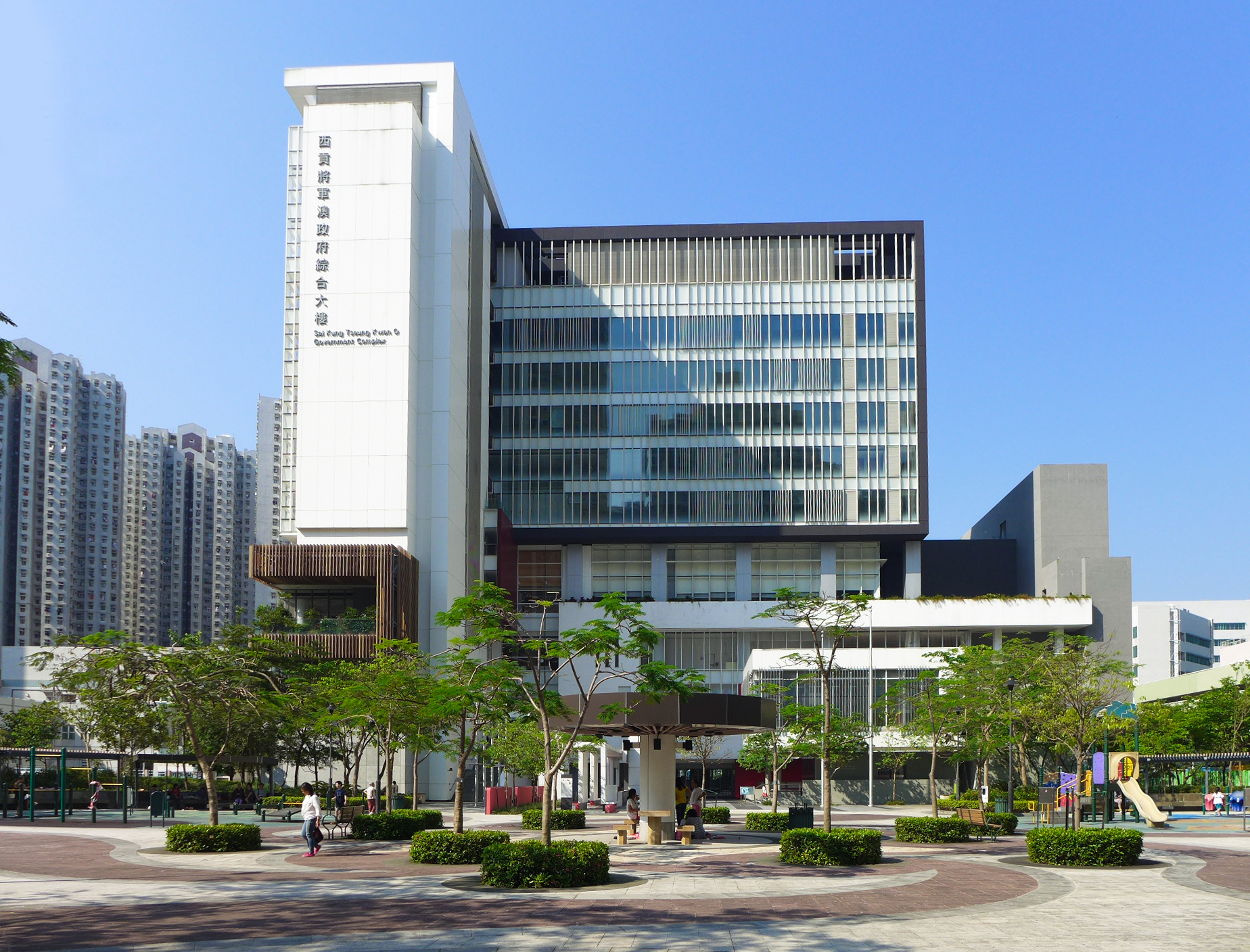
西貢民政事務處在蕭慕蓮任內搬遷至新落成的西貢將軍澳政府綜合大樓

蕭慕蓮於2011年9月返回香港，並在短期休假後於同年12月1日起擔任其家鄉西貢區的民政事務專員，亦於同月2日被奉為官守太平紳士。她任內西貢區急速發展，西貢墟及將軍澳新市鎮的人口均大幅上升外，西貢郊區亦進行防波堤、避風塘及碼頭等多項重建或翻新工程，而西貢公路亦繼續改善以應付人流增長。她針對佔區內大片土地的香港聯合國教科文組織世界地質公園，將西貢海濱公園的遊客資訊中心升級為世界級的全面的旅客諮詢中心。她任內西貢區變化極大，甚至連西貢民政事務處亦在她上任首年由西貢市的西貢政府合署搬遷至於將軍澳新市鎮新落成的西貢將軍澳政府綜合大樓，而她亦拍板在新大樓內添置藝術品裝飾以提昇地區的藝術格調。與此同時，她承諾西貢的城鎮面貌及自然遺產會在妥當發展下得以保留。
然而，港府擴建新界東南堆填區的計劃卻引來區議員方國珊反對，方更和反對擴建的市民在區內四處懸掛橫額、衝擊環境局副局長陸恭蕙的視察隊伍和西貢區議會會議，而蕭及後向方發出遺憾信斥責對方行徑，轟動一時。另外，蕭亦因區議會會議過於冗長而提出限制區議員每年動議數量，惟最後不被區議會處理。及後，西貢民政處收回近60年歷史的普賢佛院用作社區重點項目計劃下修建的風物資料館亦爆發激烈抗爭，佛院主持不但在區議會及立法會場外抗議，甚至更在收地當日自焚，但蕭最終亦完成收地及在卸任前開始項目計劃的工程。
除了地區工程及議會工作，蕭在專員任內整治西貢海旁的違例露天食肆，改善區內的市政管理水平。在針對青年人口增加方面，她主張在區內增設運動及文藝等聚集地來建立常規夜生活空間，避免對原有社區構成滋擾。同時，她亦創辦了「藝聚西貢」系列活動，除了籌辦藝墟及文化音樂節，亦邀請藝術家在街頭創作壁畫，成為區內景點。雖然離開駐外機關，但蕭亦親自帶領區內的學生交流團到訪香港駐滬辦了解國情。她於2017年10月退休並由趙燕驊接任專員。
不過，她在退休後被曾在駐多倫多辦及西貢民政處均出任其副手的郭仲佳誣告贪污，及後被廉政公署起訴的郭在2018年4月開審時因中風缺席，律政司因而在同年8月撤控被醫生指不宜答辯的郭。

## 個人生活
蕭慕蓮的個人興趣為沙畫、圓靶射擊及园地栽培。蕭在1990年1月2日與丈夫阿曼多·盧比斯·维森特（Armando Lopes Vicente）於麻薩諸塞州丹尼士鎮生了一名女兒，名為莎美·高美斯·维森特（Sharmei Gomes Vicente）。莎美在塔夫茨大學取得兽医学博士學位後於麻薩諸塞州沃本執業。

## 榮譽

### 殊勳
- 官守太平紳士（J.P.）（2011年12月2日－2017年10月8日[22]）

### 頭銜
- 蕭慕蓮，JP（Maureen Siu Mo-lin, JP，2011年12月2日－2017年10月8日[22]）

## 外部連結
- 莎美·維森特的個人官方英領頁面

| 政府职务        | 政府职务                                                   | 政府职务        |
| --------------- | ---------------------------------------------------------- | --------------- |
| 前任者： 蘇植良 | 香港駐多倫多經濟貿易辦事處處長 2008年2月25日－2011年8月7日 | 繼任者： 盧潔瑋 |
| 前任者： 胡錦賢 | 西貢民政事務專員 2011年12月1日－2017年10月8日              | 繼任者： 趙燕驊 |